# ハウ・キャン・アイ・ゴー・オン
「ハウ・キャン・アイ・ゴー・オン」（How Can I Go On）は、クイーンのボーカリストであるフレディ・マーキュリーと、オペラ歌手のモンセラート・カバリェの楽曲。1988年に、アルバム『バルセロナ』に収録され、翌1989年にはヨーロッパ、日本、香港でシングルカットされた。

## ライブパフォーマンス
この曲は1988年10月8日にバルセロナで行われたラ・ニット・フェスティバルで、フレディとモンセラートは口パクで「バルセロナ」と「ゴールデン・ボーイ」とこの曲を披露した。この時の映像はフレディの公式YouTubeチャンネルにアップロードされている。

## シングル収録曲
| #  | タイトル                                            | 作詞・作曲                            | 時間 |
| -- | --------------------------------------------------- | ------------------------------------- | ---- |
| 1. | 「ハウ・キャン・アイ・ゴー・オン」(How Can I Go On) | フレディ・マーキュリー マイク・モラン | 4:03 |
| 2. | 「オーヴァーチュアー・ピカンテ」(Overture Piccante) | マーキュリー モラン                   | 6:41 |

| #  | タイトル                                            | 作詞・作曲          | 時間 |
| -- | --------------------------------------------------- | ------------------- | ---- |
| 1. | 「ガイド・ミー・ホーム」(Guide Me Home)             | マーキュリー モラン | 2:51 |
| 2. | 「ハウ・キャン・アイ・ゴー・オン」(How Can I Go On) | マーキュリー モラン | 3:51 |
| 3. | 「オーヴァーチュアー・ピカンテ」(Overture Piccante) | マーキュリー モラン | 6:41 |